# Stadio (Reggio Calabria)
Stadio è un quartiere di Reggio Calabria. Assieme ai quartieri Rione Ferrovieri e Gebbione costituisce la V circoscrizione comunale.
Il suo nome è dovuto alla presenza dello Stadio Oreste Granillo, campo di gioco della Reggina.
Elemento di raccordo fra i limitrofi rioni Ferrovieri e Gebbione, il quartiere Stadio si caratterizza per un'elevata densità di impianti sportivi. Infatti, oltre al già citato stadio Granillo, all'interno del rione sono presenti il Palasport Botteghelle, la Palestra Boccioni, Centro Sportivo "Viale Messina" (che include anche un campo per il softball), la Palestra G. Campagna (nota anche come Palloncino), e la Palestra Piero Viola (nota anche come Scatolone).  
La zona ad ovest è costeggiata da una ampia zona marittima che converge fino a Calamizzi, nel rione Gebbione (probabilmente il nome deriva da Canna bianca, infatti  in tutta la zona  costiera vi erano queste piantagioni).